# AADAC
AADAC, do inglês arylacetamide deacetylase (esterase), é uma proteína que em humanos é codificada pelo gene AADAC.
A arilacetamida desacetilase microssomal compete com a arilamina N-acetiltransferase citosólica, que catalisa uma das vias iniciais de transformação para a arilamina e para carcinogénicos heterociclicos amínicos.

## Leitura de apoio
- Probst MR, Jenö P, Meyer UA (1991). «Purification and characterization of a human liver arylacetamide deacetylase.». Biochem. Biophys. Res. Commun. 177 (1): 453–9. PMID 2043131. doi:10.1016/0006-291X(91)92005-5
- Yamazaki K, Kusano K, Tadano K, Tanaka I (1997). «Radiation hybrid mapping of human arylacetamide deacetylase (AADAC) locus to chromosome 3.». Genomics. 44 (2): 248–50. PMID 9299245. doi:10.1006/geno.1997.4879
- Ozols J (1998). «Determination of lumenal orientation of microsomal 50-kDa esterase/N-deacetylase.». Biochemistry. 37 (28): 10336–44. PMID 9665742. doi:10.1021/bi9807916
- Mziaut H, Korza G, Hand AR,;  et al. (1999). «Targeting proteins to the lumen of endoplasmic reticulum using N-terminal domains of 11beta-hydroxysteroid dehydrogenase and the 50-kDa esterase.». J. Biol. Chem. 274 (20): 14122–9. PMID 10318829. doi:10.1074/jbc.274.20.14122
- Trickett JI, Patel DD, Knight BL,;  et al. (2001). «Characterization of the rodent genes for arylacetamide deacetylase, a putative microsomal lipase, and evidence for transcriptional regulation.». J. Biol. Chem. 276 (43): 39522–32. PMID 11481320. doi:10.1074/jbc.M101764200
- Strausberg RL, Feingold EA, Grouse LH,;  et al. (2003). «Generation and initial analysis of more than 15,000 full-length human and mouse cDNA sequences.». Proc. Natl. Acad. Sci. U.S.A. 99 (26): 16899–903. PMC 139241. PMID 12477932. doi:10.1073/pnas.242603899
- Saito S, Iida A, Sekine A,;  et al. (2003). «Catalog of 680 variations among eight cytochrome p450 ( CYP) genes, nine esterase genes, and two other genes in the Japanese population.». J. Hum. Genet. 48 (5): 249–70. PMID 12721789. doi:10.1007/s10038-003-0021-7
- Frick C, Atanasov AG, Arnold P,;  et al. (2004). «Appropriate function of 11beta-hydroxysteroid dehydrogenase type 1 in the endoplasmic reticulum lumen is dependent on its N-terminal region sharing similar topological determinants with 50-kDa esterase.». J. Biol. Chem. 279 (30): 31131–8. PMID 15152005. doi:10.1074/jbc.M313666200
- Gerhard DS, Wagner L, Feingold EA,;  et al. (2004). «The status, quality, and expansion of the NIH full-length cDNA project: the Mammalian Gene Collection (MGC).». Genome Res. 14 (10B): 2121–7. PMC 528928. PMID 15489334. doi:10.1101/gr.2596504